# Be2gether
Фестиваль «Be2gether» фестиваль музыки и искусств в Литве, проводился в 2007—2010 гг., на литовско-белорусской границе, на площадке у литовского замка Норвилишкес (бел. Нарвілішкі), что всего в 50 метрах от границы с Беларусью (80 км от Вильнюса, 150 км от Минска).
Являлся самым крупным фестивалем музыки и искусств на открытом воздухе (опен-эйр) в странах Балтии
Первые два фестиваля (2007/2008) проходили в середине-конце августа. Последующие — в середине-конце июня.
Фестиваль проходит в уникальных по своей природе окрестностях городка Девянишкес (лит. Dieveniškes), граничащего с Беларусью. Отсюда своё начало берут пять старинных дорог, ведущих в Вильнюс.
Фестиваль проводится при поддержке МИД как Литвы, так и Евросоюза. Приобретение билетов на «Be2gether» позволит бесплатно получить шенгенскую визу в консульстве Литвы, виза эта действительна в течение пяти дней (в 2009 году по этой схеме фестиваль посетили около 3000 гостей из Беларуси).

## О фестивале
Фестиваль «Be2gether» собирает любителей разной музыки. На трёх сценах, направленных в сторону государств Евросоюза, звучит рок, электро, «world» и альтернативная музыка, которую представляют отдельные исполнители и группы со всего мира.
Посетителям можно устроиться на территории специального оборудованного кемпинга (с душем, туалетами и зонами для костров). Имеется специальная паркинг-зона для автомобилей.
Также работает специально обустроенный детский сад, где родители могут оставить своих малышей под надёжным присмотром.
Во время фестиваля открыты творческие мастерские, где можно попробовать себя в различных видах искусства или просто интересно отдохнуть. Кино под открытым небом, спортивные соревнования, уроки музыки и танца, занятия живописью, специальные зоны релаксации — это только часть всех предлагаемых развлечений.

### 2007
Проводился с 24 по 26 августа 2007 года.
На первом фестивале были оборудованы две большие сцены и клуб-палатка. За три дня и две ночи выступили 32 исполнителя почти со всего мира.
Участники: Morcheeba, Bloodhound Gang, Therapy?, The Young Knives, Andrius Mamontovas, Datarock, Zion Train, Leaves, Joana and the Wolf, Ляпис Трубецкой, Poets of the Fall, New York Ska Jazz Ensemble, Myslovitz, DJ Alex Gopher, DJ Food & DK, Skamp, Pieno lazeriai, G&G Sindikatas, Drum Ecstasy, Танель Падар & The Sun, Tribes of the City, Boogaloo DJs, Metal on Metal DJs, Brainers, Dr.Green, IR, Mountainside, IQ48, Gerri Pavloff’s Rebellious Int’l, Radioshow, The Young Georgian Lolitaz, Модель неба.
На территории творческих мастерских и развлекательных зон фестиваля работало посольство «республики Ужупис», известное своим уникальным творчеством. Также: кино под открытым небом, студия изобразительного искусства, фотостудия «LT 1000»; желающие могли насладиться фотоохотой. Проводились турниры по футболу и альтернативному баскетболу, шуточные бракосочетания, просмотр Extreme фильмов и матч footbag. Были организованы конкурсы боди-арта и граффити, итогом которого стал огромный рисунок «Экологичный блюз». Также были представлены гуманитарные проекты: Big Brothers Big Sisters, «Живая библиотека».
Часть средств, вырученных от продажи билетов, была переведена детям Чечерска (окр. Гомель, Беларусь), пострадавшим во время Чернобыльской катастрофы.
Мартинас Статкус, создатель фильма о первом фестивале Be2gether 2007, постарался как можно точнее передать все настроения этого события. Поэтому фильм снят с трёх ракурсов: организаторов и музыкантов, гостей и местных жителей. Позже было выпущено ограниченное количество DVD с фильмом, приобретая которые, можно было купить и первые билеты на фестиваль 2008 года.

### 2008
Второй фестиваль прошёл с 14 по 17 августа 2008 года.
Участники: Groove Armada (Великобритания), Tricky (Великобритания), Fools Garden (Германия), My Baby Wants To Eat Your Pussy (Германия), Fishbone (США), Etienne De Crecy (Франция), Infected Mushroom (Израиль), Bix (Литва), Happyendless (Литва), Zdob Si Zdub (Молдова), Valgeir Sigurdsson (Исландия), Clan of Xymox (Нидерланды), Communic (Норвегия), Baka Beyond (Земля), Doi (Дания), Lюk (Украина), N.R.M. (Беларусь), Osimira (Беларусь), Tav.Mauzer (Беларусь), Cool Kids of Death (Польша), Stearica (Италия), Cheese People (Россия), Aslandticos (Испания).
14 августа 2008 года была проведена так называемая «рекордная фиеста барабанов», направленная на поддержку Грузии. Это вызвало резкие отклики некоторых российских участников на официальном сайте фестиваля.

### 2009
Третий фестиваль прошёл с 12 по 14 июня 2009 года. Он стал самым успешным за четыре года, собралось примерно 11 000 зрителей. Около трети посетителей приехали на фестиваль из Беларуси. Его посетило около 6 тыс., по иным источникам, около 12 тыс. Стоимость билета на все дни фестиваля: ~ 2400 рублей, 142 тыс. бел. рублей, 160/95 лит.
На лугах Норвилишского замка были установлены две огромные сцены и клуб танцевальной музыки. Также — множество площадок для творчества и развлечений: грязевой бассейн, художественные студии, палатки для массажа и отдыха, детский сад, зона экстремальных развлечений, соревнования по футболу, выступления цирка.
Be2gether стало одним из важнейших мероприятий проекта «Вильнюс — культурная столица Европы 2009» (получив из госбюджета субсидию в размере 1 млн литов).
В течение трёх дней на двух больших сценах, а также в клубных палатках, выступили более пятидесяти исполнителей и групп со всего мира. Хедлайнерами фестиваля в 2009 году стали: Gogol Bordello (США), Clawfinger (Швеция), Touch And Go (Великобритания), Polarkreis 18 (Германия), Roni Size (Великобритания). Беларусь на главной сцене представили группы Ляпис Трубецкой и The Toobes, которые выступили на фестивале в Норвилишках в субботу.
Приехавшие могли послушать музыку, потанцевать, пожить в палаточном городке, заняться йогой, поиграть в футбол, постричься, приобрести оригинальные резиновые сапоги.

### 2010
Четвёртый фестиваль прошёл с 25 по 27 июня 2010 года. Музыкальный форум собрал более 10 тысяч человек. Стоимость билетов: 250—350 тыс. бел. рублей, 120/70 лит, продажа билетов завершалась 15 июня.
На «Be2gether 2010» выступили 50 артистов, 4 из них — белорусские (Лявон Вольский, Akute, Open Space, CherryVata вместе с Русей). Хедлайнерами фестиваля выступили Empire of the Sun, Rotts Manuva, Skunk Anansie, «Рубль», «Биплан», Алина Орлова и звёзды лондонской клубной сцены Crystal Fighters.
Был построен город из глины, состоялся первый в Литве турнир по боссаболу.
Бюджет фестиваля составил 1 миллион литов (около $350 тыс.), однако получить прибыль организаторам не удалось. По словам пресс-секретаря фестиваля Эгле Ремейкайте, Be2gether оказался убыточным по нескольким причинам. Во-первых, из-за небольшого литовского рынка и сложностей в переговорах со спонсорами. Во-вторых, существуют проблемы с логистикой. В-третьих, в международной музыкальной среде сложилось мнение, что в Литве выступать невыгодно.

### 2011
После окончания фестиваля-2010 и подведения итогов, организаторы фестиваля выступили с заявлением, что, возможно, фестиваль 2011 года не состоится, ввиду понесённых финансовых потерь. Хотя ситуация может и изменится, в случае получения государственной/спонсорской помощи.

Прошлый год показал, что фестивалю на литовском рынке пока ещё трудно выживать исключительно за счет продажи билетов. Он требует значительных инвестиций, — заявил журналистам бизнесмен Гедрюс Климкявичюс, автор идеи и главный организатор фестиваля. — Мы подали заявки и все ещё ждем ответа из европейских фондов, а также ведем переговоры об инвестициях с Украиной, но пока не нашли решения, которое удовлетворило бы все стороны. На принятие решения о судьбе фестиваля в этом году повлияла и девальвация рубля в Беларуси.
 В итоге в 2011 и 2012 гг. фестиваль приостановил деятельность.
В конце апреля — начале мая были проведены локальные мероприятия Drum2gether в городах Вильнюс, Каунас, Шяуляй, Кедайняй.

## Запреты
Автобусы с гостями фестиваля в 2008 году задерживались на белорусской стороне.